# UN broj
UN broj je međunarodna brojčana oznaka. Predstavlja četveroznamenkasti identifikacijski broj opasne tvari ili predmeta. Nalazi se u donjem dijelu ploče opasnosti. Na ploči opasnosti nalazi se ispod Kemlerova broja.
UN broj čine četiri znamenke. Sastavljen je prema Predlošku odredbi UN-a.
Temeljem UN-broja ili naziva tvari iz ADR tablice izabire se odgovarajuća ERI-kartica, koja je namijenjena pripadnicima vatrogasnih postrojbi uvježbanim za intervencije s opasnim tvarima. ERI-kartica ne zamjenjuje detaljna specifična upustva, namijenjene su samo za korištenje u slučaju kemijskih nesreća u sklopu kopnenog predmeta.
U Oružanim snagama Republike Hrvatske, UN brojevi i oznake opasnosti na pločama moraju biti crni, visine 100 mm, širine 15 mm. Oznaka opasnosti mora biti upisana na gornjem, a UN broj na donjem dijelu ploče, odvojeni vodoravnom crnom crtom. UN brojevi i oznake opasnosti moraju biti neizbrisivi a čitljivi i nakon 15 minutne izloženosti vatri, radi sigurnosti spasitelja, vatrogasaca, žrtava, okoliša i dr.

## Vanjske poveznice
- Narodne novine - Međunarodni ugovori Europski sporazum o međunarodnom prijevozu opasnih tvari unutarnjim plovnim putovima (ADN), uključujući pravila u dodatku, primjenjiva od 1. siječnja 2013.